# Joseph Friedrich Sobernheim
Joseph Friedrich Sobernheim (* 1803 in Bromberg; † 30. Januar 1846 in Berlin) war ein deutscher Mediziner und Medizinschriftsteller.

## Leben
Joseph Friedrich Sobernheim wurde in Bromberg geboren. In Posen und in Berlin erhielt er seine frühe Ausbildung. Ein in Königsberg begonnenes Medizinstudium musste er wegen Mittellosigkeit unterbrechen. Er setzte es in Berlin fort. In Königsberg promovierte er 1828. In Berlin verdiente er sich zunächst seinen Lebensunterhalt mit Arbeiten im Bereich der „flachen belletristischen Tagesliteratur“. Seinen Ruf als seriöser Medizinschriftsteller konnte er ab 1832 begründen, als er die lateinischen Werke von Johann Peter Frank ins Deutsche übersetzte. Es folgten zahlreiche Werke, meist kompilatorischen Charakters, von denen vor allem das Handbuch der praktischen Arzneimittellehre, ab 1855 von Michael Benedict Lessing herausgegeben, zahlreiche Neuauflagen erlebte.

## Werke
- Nonnulla in Hippocratis aphorismum Sect. IV, Nr. 57 Regiomonti 1828. Dissertation
- Johann Peter Frank: Behandlung der Krankheiten des Menschen. Aus dem Lateinischen übersetzt von Dr. J. F. Sobernheim. Mit einem Vorwort von Dr. C. W. Hufeland. 10 Teile und Register 1832–1835. Gedruckt teils bei E. F. Wolters in Stuttgart, teils bei  G. Fincke in Berlin. Band 1 (Wolters, Stuttgart 1832) (Digitalisat) – Band 2 (Wolters, Stuttgart 1832) (Digitalisat), (Fincke, Berlin 1835) (Digitalisat) – Band 3 (Fincke, Berlin 1835) (Digitalisat) – Band 4 (Fincke, Berlin 1835) (Digitalisat) – Register (Fincke, Berlin 1835) (Digitalisat)
- Allgemeine Gesundheitslehre. Nach dem gegenwärtigen Standpunkt der Wissenschaft bearbeitet. Vereinsbuchhandlung, Berlin und Königsberg 1834
- Handbuch der praktischen Arzneimittellehre in tabellarischer Form. Auf den Grund der neuesten Preussischen Pharmakopöe und mit vorzüglicher Berücksichtigung des naturhistorischen Theils dieser Doctrin. W. Schüppel, Berlin 1836 (Digitalisat) (Digitalisat)
- Tabulae pharmacologicae usui medico-practico. Berlin 1837 (Digitalisat) (Digitalisat) – zweite Auflage 1843 (Digitalisat) – dritte Auflage 1842 – vierte Auflage 1855
- Deutschlands Heilquellen in physikalischer, chemischer und therapeutischer Beziehung. In tabellarischer Form. W. Schüppel, Berlin 1836  (Digitalisat)
- Praktische Diagnostik der inneren Krankheiten, mit vorzüglicher Rücksicht auf pathologische Anatomie. A. Hirschwald, Berlin 1837 (Digitalisat) (Digitalisat)
- Zusammen mit J. Franz Simon (Apotheker): Handbuch der practischen Toxicologie., W. Schüppel, Berlin 1838 (Digitalisat)
- Johann Peter Frank‘s specielle Pathologie und Therapie. Nach der lateinischen Urschrift von Joseph Friedrich Sobernheim. Bevorwortet von C. W. Hufeland. A. Förstner und C. Gerold, Berlin und Wien 1839–1841. 3. Ausgabe, Band 1 (1840) (Digitalisat) Band 2 (1841) (Digitalisat) (Digitalisat)
- Handbuch der praktischen Arzneimittellehre. A. Förstner, Berlin 1841 (Digitalisat) – 2. und spezieller Teil 1840 (Digitalisat)